# Artina Qazimi
Artina Qazimi (mac. Артина Ќазими; ur. 13 kwietnia 1997 w Gostiwarze) – północnomacedońska polityczka pochodzenia albańskiego, w latach 2020–2024 deputowana do Zgromadzenia Republiki Macedonii Północnej z ramienia Sojuszu na rzecz Albańczyków.